# أجغاز
أجغاز هي قرية في مقاطعة نير، إيران. يقدر عدد سكانها بـ 150 نسمة بحسب إحصاء 2016.